# 静岡県道313号笠井飯田線
静岡県道313号笠井飯田線（しずおかけんどう313ごう かさいいいだせん）は、静岡県浜松市中央区を通る一般県道である。

## 概要

### 路線データ
- 陸上距離 : 8.5km
- 起点 : 浜松市中央区笠井町（静岡県道45号天竜浜松線、静岡県道311号小松笠井線交点）
- 終点 : 浜松市中央区飯田町（静岡県道315号五島天竜川停車場線交点）

## 重複区間
- 静岡県道45号天竜浜松線（浜松市中央区笠井町・笠井上交差点 - 浜松市中央区恒武町・恒武町交差点） (1.3km)
- 静岡県道261号磐田細江線（浜松市中央区白鳥町・白鳥交差点 - 浜松市中央区中野町） (1.2km)
- 静岡県道344号二俣浜松線（浜松市中央区中野町 - 浜松市中央区材木町） (1.4km)

## 通過する自治体
- 静岡県
  - 浜松市（中央区）

## 主な接続路線
- 静岡県道45号天竜浜松線
- 静岡県道311号小松笠井線
- 静岡県道65号浜松環状線
- 静岡県道374号浜松袋井線
- 静岡県道261号磐田細江線
- 静岡県道344号二俣浜松線
- 国道1号
- 静岡県道312号中野子安線
- 静岡県道314号中野市野線
- 静岡県道315号五島天竜川停車場線